# Trox rudebecki
Trox rudebecki är en skalbaggsart som beskrevs av Haaf 1958. Trox rudebecki ingår i släktet Trox och familjen knotbaggar. Inga underarter finns listade i Catalogue of Life.

## Bildgalleri

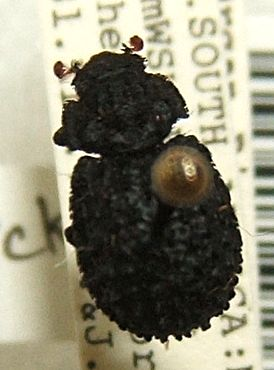